# Michel Savard
Michel Savard est né à Rivière-du-Loup en 1953. Il est un poète et romancier jeunesse québécois.

## Biographie
Michel Savard étudie en littérature française à l'Université du Québec à Rimouski et occupe par la suite divers emplois au Québec et à Terre-Neuve-et-Labrador. Il obtient un emploi de traducteur au sein du gouvernement fédéral à St-Jean.
En 1982, Michel Sarvard remporte le Prix littéraire du gouverneur général dans la catégorie poésie pour son recueil Forages. La même année, il remporte le Prix des jeunes écrivains du Journal de Montréal. Il a été finaliste du prix Hackmatack en 2004, pour son roman jeunesse Intrigues à St. John’s. Durant sa carrière, il a été lauréat à quatre reprises du Prix des arts et de la culture de Terre-Neuve-et-Labrador.
Dans son recueil Cahiers d'anatomie (complicités), Michel Savard présente douze petits cahiers, rythmés par les saisons, avec des références à René Char, Henry Miller et Roland Barthes.
Son recueil Le sourire des chefs, présente une poésie concise et minimaliste qui nomme de façon photographique les traits du réel. Ce recueil, empreint d'ironie, permet d'aborder le thème du Québec identitaire.
Il participe au Marché de la poésie Chan Ky yut en juin 2001 à Paris.
Il collabore fréquemment au journal francophone de Terre-Neuve-et-Labrador Le Gaboteur.

## Œuvres

### Poésie
- Forages, avec des dessins de Martin Fournier, Montréal, Éditions du Noroît, 1982, 85 p. (ISBN 2-89018-066-2)
- Cahiers d'anatomie (complicités), Montréal, Éditions du Noroît, 1985, 156 p. (ISBN 978-2-89018-111-3)
- Le sourire des chefs, avec des illustrations de Paul-Émile Saulnier, Montréal, Éditions du Noroît, 1987, 106 p. (ISBN 978-2-89018-150-2)

### Essai
- Pour que demain soit : l'état de l'environnement au Saguenay-Lac-Saint-Jean, pour un développement durable, St-Jean-sur-Richelieu, JCL Éditeur, 1989, 331 p. (ISBN 9782920176799)

### Roman jeunesse
- Intrigues à St. John’s, Montréal, Chenelière éditeur, 2004, 121 p. (ISBN 9782894616338)

## Prix et honneurs
- 1982: Prix littéraire du gouverneur général pour le recueil de poésie Forages[2]
- 1983: Troisième Prix des Jeunes écrivains du Journal de Montréal pour le recueil Forages[2]
- 2004: Finaliste du prix Hackmatack pour son roman jeunesse Intrigues à St. John’s[3]
- 2004: Médaille de l'Assemblée nationale[9]